# Barka (Lied)
Die Barka ist ein Neues Geistliches Lied, bekannt als das Lieblingslied Johannes Pauls II. Es wird häufig bei religiösen Anlässen und Feiern gesungen. Der Text des Liedes handelt von der Suche nach Trost und Hoffnung, symbolisiert durch das Bild einer „Barke“ oder eines Bootes, das auf dem Wasser fährt.
Die polnische Version des von Cesáreo Gabaráin in Madrid komponierten geistlichen Liedes Pescador de hombres („Menschenfischer“) kam 1974 nach Polen, als der Salesianer Stanisław Szmidt es für die katholische Laienbewegung Oase ins Polnische übersetzte. Es schildert die Geschichte von Petrus: „Herr, du hast mich getroffen, deine Lippen riefen meinen Namen“, heißt es im Refrain, „ich lasse mein Boot (poln. Barka) am Ufer und fange heute an, mit dir Herzen zu fischen.“ 

## Bedeutung und Wirkung
Papst Johannes Paul II. sang die Barka 1979 in Gniezno während seiner ersten Pilgerreise nach Polen. Er traf den Texter, Pfarrer Stanisław Szmidt, 1980 während einer Generalaudienz im Vatikan. 
Vor drei Millionen jubelnden Menschen sagte der Papst am 18. August 2002 bei einer Messe auf der Krakauer Grünanlage Błonia-Wiesen: „Dieses Lied hat mich 1978 nach Rom begleitet, und es klang mir in den Ohren, als ich das Urteil des Konklaves hörte. Es hat mich all die Jahre begleitet.“ Seitdem singen Polen ihm zu Ehren die Barka, bei Messfeiern, Konzertveranstaltungen und spontanen Menschenversammlungen. Eine Reihe bedeutender polnischer Künstler, darunter Anna Maria Jopek und Krzysztof Krawczyk, haben sie in ihrem festen Konzertrepertoire. Viele Polen erkennen im Songtext nicht nur die persönliche Geschichte des Papstes, sondern auch ihre eigene Lebensgeschichte bzw. die der Polen insgesamt, weshalb die Barka inzwischen zu einer Volkshymne avanciert.    

## Verschiedene Sprachversionen
| Sprache    | Titel                                      |
| ---------- | ------------------------------------------ |
| Englisch   | Lord, You Have Come                        |
| Kroatisch  | Krist na žalu / Krist jednom stade na žalu |
| Slowakisch | Bárka                                      |
| Spanisch   | Pescador de hombres                        |
| Japanisch  | 主は水辺にたった Shu wa mizube ni tatta    |
| Deutsch    | Barke/Barka                                |
| Polnisch   | Barka                                      |